# Reipoo
Reipoo är klippor i Finland.   De ligger i landskapet Kymmenedalen, i den södra delen av landet, 110 km öster om huvudstaden Helsingfors.
Terrängen runt Reipoo är mycket platt.  Det finns inga samhällen i närheten. 